# Combrit
 Combrit  (en bretón Kombrid) es una población y comuna francesa, situada en la región de Bretaña, departamento de Finisterre, en el distrito de Quimper y cantón de Pont-l'Abbé.

## Demografía
| 2262 | 2233 | 2302 | 2495 | 2673 | 3165 |
| Para los censos de 1962 a 1999 la población legal corresponde a la población sin duplicidades (Fuente: INSEE [Consultar]) |      |      |      |      |      |